# 俞豪
俞豪（1997年9月5日—）是一名中国足球运动员，目前效力于中中国足球协会超级联赛的上海海港足球俱乐部。

## 俱乐部生涯
2014年11月，俞豪加盟中国足球协会超级联赛上海上港青训营。他於2016赛季被斯文·約蘭·艾歷臣看中，因而入選上海上港一线队。  2018年4月18日，在2018年亞足聯冠軍聯賽最后一场小组赛上海上港客场1-2负于墨尔本胜利足球俱乐部的比賽中，俞豪首次代表上海上港一線隊出場。  2018年7月17日，他在上海上港客场1-1战平山东鲁能泰山的比赛中的第84分钟替补蔡慧康上场。這也是他的中超联赛首秀。